# Кубок Першого каналу (хокей) 2009
Кубок Першого каналу 2009 — 42-й міжнародний хокейний турнір у Росії, проходив 17—20 грудня 2009 року в Москві у рамках Єврохокейтуру. Матч Чехія — Фінляндія пройшов у Празі.

## Результати та таблиця
| 1. | Фінляндія | ***      | 3:2      | 1:2 ОТ   | 4:3 бул. | 3 | 1 | 1 | 1 | 0 | 8:7   | 6 |
| 2. | Росія     | 2:3      | ***      | 4:3 бул. | 4:3      | 3 | 1 | 1 | 0 | 1 | 10:9  | 5 |
| 3. | Чехія     | 2:1 ОТ   | 3:4 бул. | ***      | 3:4 ОТ   | 3 | 0 | 1 | 2 | 0 | 8:9   | 4 |
| 4. | Швеція    | 3:4 бул. | 3:4      | 4:3 ОТ   | ***      | 3 | 0 | 1 | 1 | 1 | 10:11 | 3 |

М — підсумкове місце, І — матчі, В — перемоги, ВБ (ВО) — перемога по булітах (овертаймі), ПБ (ПО) — поразка по булітах (овертаймі), П — поразки, Ш — закинуті та пропущені шайби, О — очки

## Найкращі гравці турніру
| Воротар  | Ійро Тарккі        |
| Захисник | Мірослав Блатяк    |
| Нападник | Маттіас Вейнгандль |

## Найкращі бомбардири
| Місце | Гравці             | Голи | Паси | Очки |
| ----- | ------------------ | ---- | ---- | ---- |
| 1.    | Маттіас Вейнгандль | 4    | 1    | 5    |
| 2.    | Петр Чаянек        | 3    | 2    | 5    |
| 3.    | Яромір Ягр         | 1    | 4    | 5    |
| 4.    | Яркко Іммонен      | 3    | 1    | 4    |
| 5.    | Вілле Пельтонен    | 2    | 2    | 4    |